# 南三所
39°55′04″N 116°24′01″E / 39.917804°N 116.400339°E

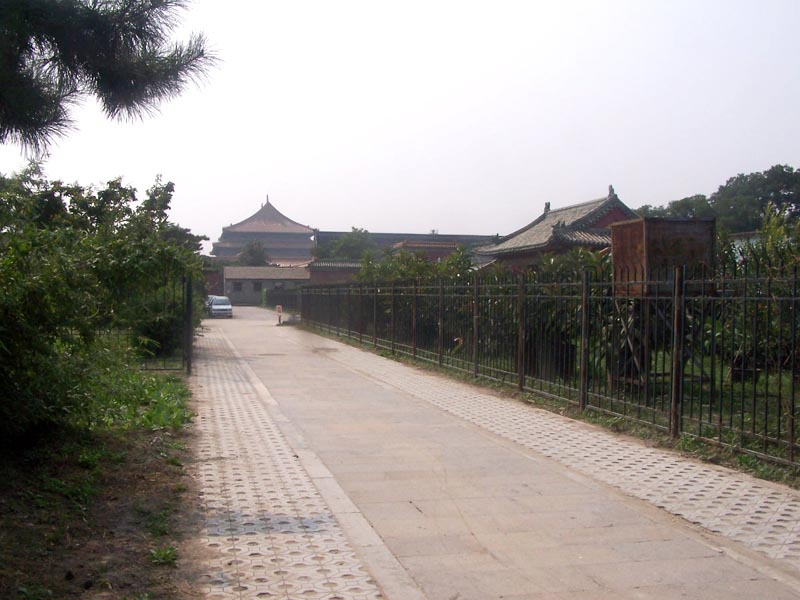
右侧为南三所的宫门。左侧远处为太和殿。自东向西拍摄。

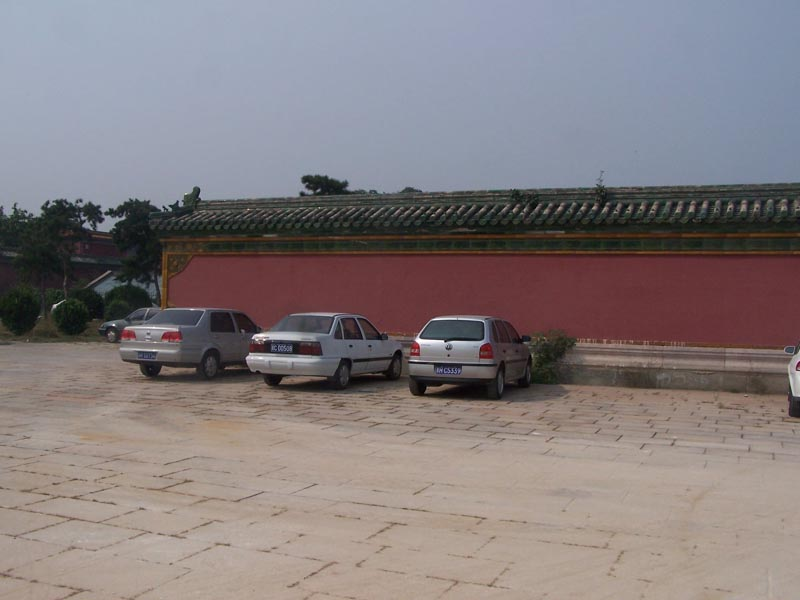
南三所宫门前的影壁南侧。

南三所，位于紫禁城外朝东路文华殿东北方向，是一组殿宇之总称。

## 历史
明朝初期，南三所的所在地为清宁宫，为东宫太子的居所，张太后也在此居住过，而慈庆宫建于明朝嘉靖初年，当时嘉靖帝决定在皇宫西部建慈宁宫，供太后居住，在皇宫东部建慈庆宫，供太皇太后居住，当时的太皇太后为嘉靖帝的祖母邵氏，但慈庆宫尚未建成，邵氏便去世，此后明朝再未出现太皇太后。慈庆宫建成后，嘉靖帝的伯母慈寿太后（明孝宗皇后张氏）首先入居。万历年间，仁圣皇太后（明穆宗皇后陈氏）居住在慈庆宫。崇祯年间，懿安皇后（明熹宗皇后张氏）居住在慈庆宫。崇祯十五年，崇祯帝的太子朱慈烺准备成婚，从东六宫的钟粹宫移出。懿安皇后因此从慈庆宫迁往仁寿宫（清朝宁寿宫的前身），慈庆宫改称“端本宫”，恢复太子居住的东宫。两年之后，李自成攻占北京，懿安皇后在仁寿宫奉崇祯帝之指令自缢而死。
《愨书》载，“端本宫在东华门内，即端敬殿之东。前庭甚广，长数十丈，左为东华门，右为文华门，光宗皇帝青宫时所居也。天启末，懿安张皇后移居于此，名慈庆宫。其外为徽音门，壬午八月移入仁寿殿，因改为端本宫，以待东宫大婚。皇太子原居大内钟粹宫，山书慈庆宫，光宗青宫时所居，张差梃击处也。”在慈庆宫尚未改为端本宫时，明神宗万历年间，太子朱常洛便曾将慈庆宫作为东宫，万历十三年（1615年）发生了张差持梃企图闯进慈庆宫事件，即梃击案。
这组建筑中，原来有殿名叫“撷芳殿”，清朝康熙年间太子胤礽之宫人曾在此居住。胤礽被立为太子时仅兩岁，六岁时康熙帝特为其建造毓庆宫，供其居住和学习。胤礽成婚之后仍住毓庆宫，但同时将撷芳殿用作胤礽的女眷及宫女们的居住之所，故胤礽常来往于毓庆宫和撷芳殿之间。康熙四十七年（1708年）九月，康熙帝在木蘭行圍出巡時，胤禔向康熙帝告狀太子胤礽結成黨羽欲為索額圖復仇，此後康熙帝在行宮宣布廢黜胤礽太子之位。九月十五日，康熙帝诏谕大学士称：“胤礽宫人所居撷芳殿，其地阴暗不洁，居者辄多病亡，胤礽时往来其间致中邪魅，不自知觉”。九月十六日，在上驷院旁搭设一座毡房，令胤礽在此暂时居住。九月十八日，胤礽正式被废黜後，為保胤礽命，命移居咸安宫即今寿安宫中，並令臣侍小心守護此處。康熙四十八年（1709年）二月，康熙帝下令侍卫挖掘胤礽舊居，果然挖出十多件厌胜物（即用来诅咒废掉皇太子胤礽的字、画、假人），後來康熙帝懲處胤禔等人向胤礽施行厌胜之术。翌年正月，康熙帝下诏恢复胤礽太子之位。但此后，胤礽仍然狂妄乖谬，因此三年后，康熙帝为国家社稷著想，再度被废黜。
乾隆十一年（1746年），在撷芳殿的原址兴建了三所院落，当作皇子的居所。因位于宁寿宫以南，故又称“南三所”，也称“阿哥所”或者“所儿”，嘉庆朝以后则多用“撷芳殿”代称整组建筑。
南三所建成以后，嘉庆帝曾在乾隆四十年至乾隆六十年（1775年至1795年）在中所居住，乾隆六十年（1795年）获封太子之后移居毓庆宫。嘉庆年间，皇子幼年先住毓庆宫，成婚之后再移居南三所。此后道光帝、咸丰帝均曾在南三所居住。道光帝出生在南三所，后来从成婚到39岁即位之前，一直住在南三所。道光帝的长子奕纬，于道光五年移居南三所，直到道光十一年去世。此后，南三所久无人居，直至道光二十八年皇四子奕詝（日后的咸丰帝）、皇六子奕訢奉命移居南三所。奕詝和奕訢入住南三所后，道光帝曾侍奉皇太后前来南三所看望两位皇子。
光绪三十三年（1907年），清廷宣布“预备仿行宪政”，为此成立宪政编查馆，设在南三所。宣统年间，南三所曾作为摄政王载沣之起居所。
南三所夹道，原来设有“蒙古朝房”。《国朝宫史续编》载，“三所夹道，旧设有蒙古朝房。年班入觐之王公、台吉等随带役人，均于夹道内停立。”
2013年6月8日，中国文化遗产日，故宫博物院对南三所区域的两处花房进行了拆卸，从而开始了故宫博物院大规模拆除临时建筑的工程，故宫博物院准备在两年内拆除故宫内的58处3398平方米彩钢房，在八年内拆除故宫内与古建筑风貌不协调的5000平方米现代建筑。此次拆除的南三所花房，建于1970年代，是故宫培养花卉的场所，由于这两处花房紧邻南三所东、西两侧的墙面兴建，破坏了古建筑风貌，所以遭到拆除，将恢复历史原貌。故宫的花卉养殖及园艺研究，都将迁至正在兴建的故宫博物院北院区西玉河附近进行。
2013年9月3日，故宫博物院上驷院车房修复工程举办开工仪式，修复位于上驷院东北方向靠紫禁城东城墙一侧的车房，该工程预计在2014年7月竣工。车房修复后，将作为管理用房，以便为拆除多年来作为故宫博物院职工餐厅使用的南三所彩钢房创造条件。
2013年10月25日，一名男子在位于南三所的故宫博物院职工餐厅及男厕所持大马士革弯刀伤人致两人死亡，该男子伤人后自杀未遂，被送到附近医院救治。行凶者及两名遇害者为：
- 郑志标（行凶者）：男，49岁，北京人。1980年考入中央美术学院附中。1984年考入中央美术学院中国画系，1988年毕业后被分配到故宫博物院紫禁城出版社任美术编辑。后来曾任故宫博物院展览宣教部陈列设计室主任，曾任百集电视纪录片《故宫》执行总编导。[9][10]
- 胡建中（遇害者）：男，1974年入北京大学历史系中国史专业学习，1979年入故宫博物院工作，先后在故宫博物院保管部宫廷组、故宫博物院陈列部宫廷组等部门任职，1998年4月任故宫博物院展览宣教部副主任。[9][11]
- 马继革（遇害者）：男，48岁。1983年起在故宫博物院工作，1998年调到故宫博物院展览宣教部展览科从事文物陈列工作。[9][10]后来升任故宫博物院展览宣教部副主任，任至遇害。[12][13]

2014年12月19日，北京市第二中级人民法院一审以故意杀人罪判处郑志标死刑，分别赔偿两位死者的家属丧葬费、交通费各3万多元人民币。
此次命案发生后不久，事发地故宫博物院职工餐厅即在2013年内被拆除。这是继2013年6月8日拆除南三所区域的两处花房以后，南三所拆除的又一处彩钢房。
1997年起，故宫博物院对组织机构进行了重大改革，将原来分置的保管、陈列、研究三个部门改组，成立了古器物部、古书画部、宫廷部、展览宣教部。这四个部门均设在南三所古建筑群中。2013年1月，根据故宫博物院院长单霁翔介绍，故宫将复建内务府公署，复建完成后，上述四个单位将从南三所搬到复建的内务府公署建筑中，内务府公署下面是地库，所以迁往内务府公署也将便于这四个单位工作。
2014年，故宫博物院考古研究所报国家文物局批准，对南三所门外电力增容管线工程工地发现古代建筑遗址的施工区域开展抢救性考古发掘。发现明代散水及城墙包砖叠压土衬石，确认了紫禁城东城墙墙体的原始露明部分起始于现代地面以下大约0.9米处。墙体基础与紫禁城内早期建筑碎砖、黄土交替逐层夯筑地下基础的做法一样，厚度约为2.4米。在城墙内发现了同时期的砖墁散水、排水沟。此外，还揭露出早于如今南三所建筑群的建筑遗址和地面。自地层关系判断，改建是在清朝乾隆时期，如今的南三所建筑群是在有规划地拆除早期建筑、平整地面后起建。此前有的推测认为清朝乾隆时期的改建代表了清朝自设太子到不设太子的皇子地位与宫廷政治演变。

## 建筑
南三所位于紫禁城东部，依照阴阳五行理论，东方属木、青色、主生长，所以南三所的屋顶多覆绿琉璃瓦，并安排皇子居住。同时，按照封建礼制，南三所建筑的屋顶均采用单檐硬山顶或者歇山顶，形制等级低于皇帝所用殿宇。
南三所的主要建筑有：
- 影壁：位于宫门外正南方，介于宫门和三座门之间。
- 宫门：为南三所共用的宫门一座，面阔三间，进深一间，绿琉璃瓦歇山顶，中央开门，门内外设有礓磋慢道。门内有一个东西长、南北窄的小广场。
- 东所、中所、西所：小广场北侧自东向西依次排列着三所，每所都是前后三进院，形制完全相同：南端设琉璃门一座，前殿面阔三间，中殿、后殿均面阔五间，绿琉璃瓦硬山顶；前殿、中殿、后殿前均设有东、西配殿各三间，中殿前设有井亭一座；此外还设有耳房、顺山房、值房、净房、膳房等等房屋。整个南三所共有房屋200多间。乾隆十九年（1754年），三所又各自添盖后罩房一座，为黑琉璃瓦顶。[1]